# Шрифт Зюттерлина
Шрифт Зюттерлина (нем. Sütterlinschrift, [ˈzʏtɐliːnˌʃʁɪft]) — последняя широко используемая форма куррента, немецкого готического курсива.
В 1911 году художник-график Людвиг Зюттерлин по заказу прусского министерства культуры создал современный рукописный шрифт. Этот почерк постепенно заменил старые рукописные шрифты, сложившиеся в XVI веке. Слово Sütterlin в наши дни часто используется для обозначения всех разновидностей старых немецких почерков, хотя этот конкретный шрифт преподавался во всех школах Германии только с 1935 по 1941 год.
Шрифт Зюттерлина базируется на старых немецких почерках, таких как фрактура или швабахер, немецких печатных шрифтах, которые использовались в течение того же времени. В нём содержатся лигатуры ﬀ (f-f), ﬅ (ſ-t), ﬆ (s-t), эсцет ß (ſ-z или ſ-s) и длинное s (ſ).

## История
Прусскому министерству культуры требовался современный рукописный почерк для использования в делопроизводстве и обучения в школе. Шрифт Зюттерлина был введён в Пруссии в 1915 году, и с 1920 года начал заменять готический курсив (старый немецкий почерк) (Kurrent) в школах. В 1935 году шрифт Зюттерлина официально стал единственным немецким почерком в школах.
НСДАП запретила готические шрифты, в том числе «Зюттерлин», в 1941 году, под предлогом того, что их «изобрели евреи». Тем не менее многие из тех, кто изучал в школе немецкий язык по довоенным стандартам, продолжали в быту использовать курсив Зюттерлина и в послевоенный период. Шрифт Зюттерлина учили в некоторых немецких школах до 1970-х годов, но уже не в качестве основного стиля.
Для большинства людей за пределами Германии, а также младшего поколения немцев, шрифт Зюттерлина почти неразборчив, понятен меньше, чем даже печатная фрактура. Благодаря своей самобытности он может быть использован для рукописного написания математических символов, которые пишутся фрактурой в печатном виде.